# 스메루산
스메루산(인도네시아어: Gunung Semeru)은 자와섬에 있는 활화산으로, 성층 화산이며, 해발 3,676m이다. 자와섬 동쪽에 위치해 있다. 소규모의 분화를 매일 일으킨다. 그 때문에 사람들은 이 화산의 정상으로 올라가서 화산재 구름을 구경한다. 북쪽에는 브로모 화산이 있으며, 이 화산과 함께 활화산이다. 브로모 화산에 올라가서 보면 이 산이 잘 보인다. 폭발한 후 조금 있다가 다시 폭발한다. 마하메루산이라고도 하며, 지금도 계속 분출하고 있다.